# Onze-Lieve-Vrouw-van-Toevluchtkapel (Rijckholt)

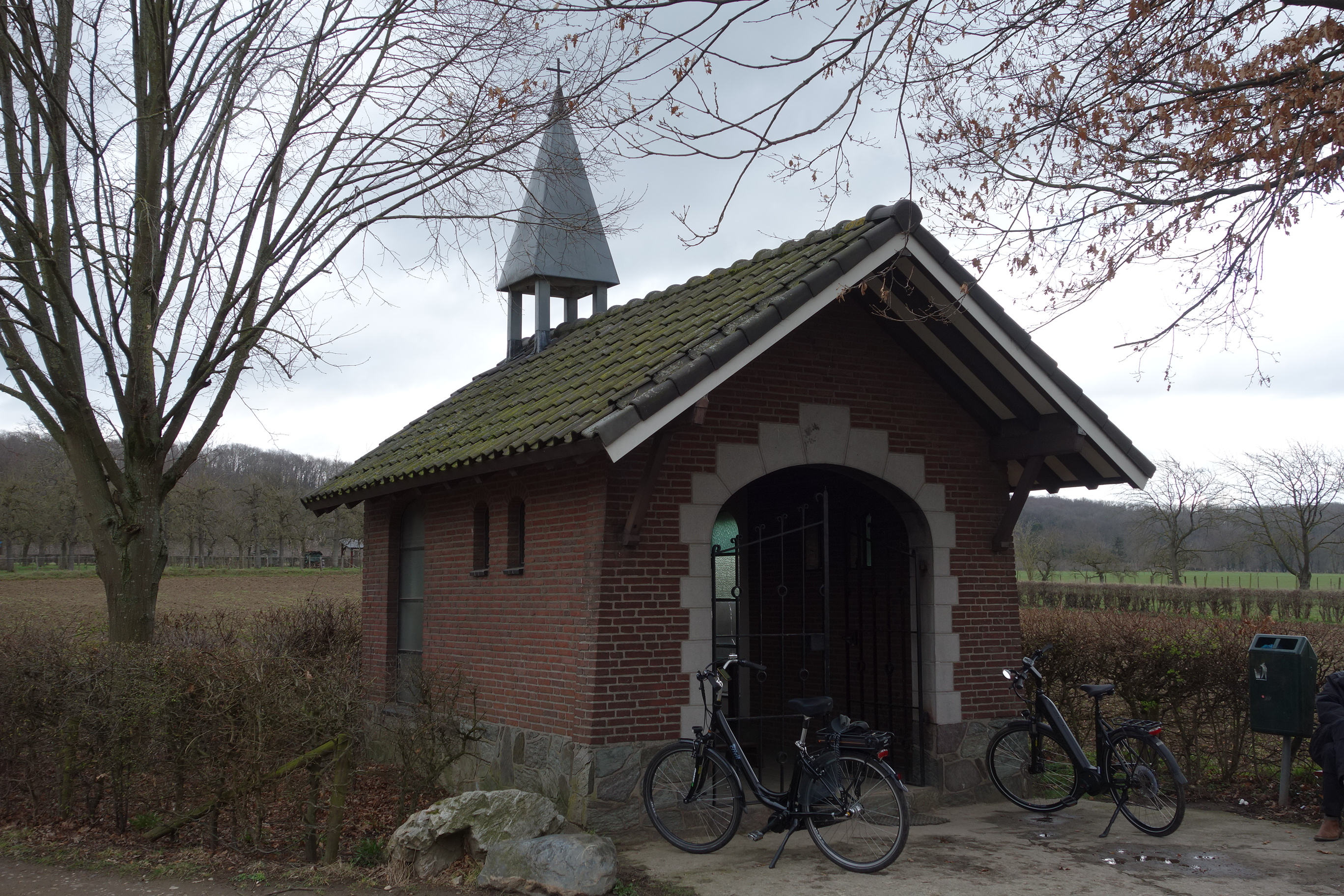
De Mariakapel met op de achtergrond het Savelsbos

De Mariakapel is een kapel in Rijckholt in de Nederlands Zuid-Limburgse gemeente Eijsden-Margraten. De kapel staat ten noordoosten van Rijckholt en ten zuidoosten van Gronsveld aan de Voerenweg aan de splitsing waar de Rijckholter Scheggelderweg op deze weg uitkomt. Op ongeveer 300 meter naar het zuidwesten staat de Onze-Lieve-Vrouw Onbevlekt Ontvangenkerk.
De kapel is gewijd aan Maria, specifiek aan Onze-Lieve-Vrouw van Toevlucht.

## Geschiedenis
In 1960 werd de kapel gebouwd naar het ontwerp van Jacques Grubben uit Blerick ter viering dat de Dominicanen 75 jaar in Gronsveld gevestigd waren. Ook wilde men de kapel een bedevaartkapel laten zijn.
In 2009 werd het koper van de dakruiter gestolen, waarna dit werd vervangen door een zinken dakbekleding.

## Bouwwerk

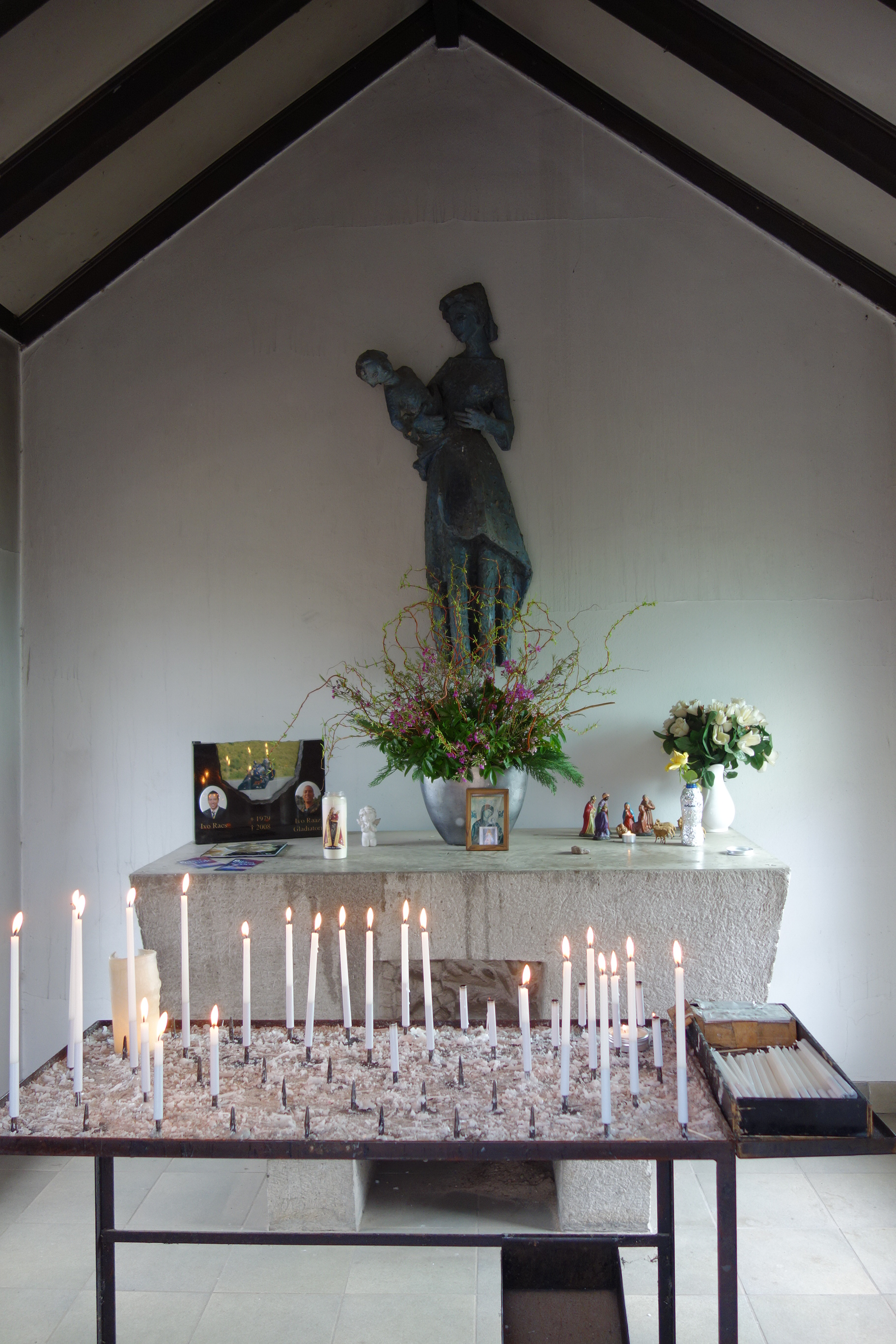
Interieur met Mariabeeld door Jac Maris

De bakstenen kapel, met plint van natuursteen, is opgetrokken op een rechthoekig plattegrond met rechte koorsluiting en wordt gedekt door een uitkragend zadeldak met pannen. Boven de achtergevel is op de nok van het dak een dakruiter met (voorheen koperen, nu zinken) tentdak geplaatst die bekroond wordt met een kruis. In de beide zijgevels zijn elk twee kleine rondboogvensters geplaatst en nabij het altaar een groot rondboogvenster. In de frontgevel bevindt zich de rondboogvormige toegang tot de kapel die wordt afgesloten met een hek. De toegangsboog is uitgevoerd in cementstenen.
Van binnen is het voorste deel uitgevoerd in baksteen, het achterste deel is wit geschilderd en het geheel wordt door een zadeldak met houten balkjes overdekt. Tegen de achterwand is het stenen altaar geplaatst. Boven het altaar is op de achterwand het Mariabeeld van Onze-Lieve-Vrouw van Toevlucht opgehangen. Het beeld is van de hand van Jac Maris en toont Maria met op haar rechterarm het kindje Jezus.